# Chris Potter
Chris Potter (Chicago, 1971. január 1. –) amerikai szaxofos, klarinétos, fuvolás.

## Pályafutása
Potter Chicagóban született, ifjúságát a Dél-Karolina-i Columbiában töltötte, ahol édesanyja az egyetemen tanított. Sokféle zene iránt mutatott érdeklődést. Megtanult különféle hangszereken játszani, gitározott és zongorázott, végül az alt- és a tenorszaxofonnak szentelte magát. Tizenháromévesen játszott első professzionális jazzkoncertjén.
A Manhattan School of Music-on tanult.
Számos albumot adott ki zenekarvezetőként, és olyan dzsesszzenészekkel készített felvételeket, mint Kenny Werner, Red Rodney, Marian McPartland, a Mingus Big Band, Paul Motian, Pat Metheny, Ray Brown, Jim Hall, James Moody, Dave Douglas, Joe Lovano, Steve Mainieri, Steve Swallow, Steely Dan, Joanne Brackeen, Josh Roseman, Renee Rosnes, SFJazz Collective.

## Zenekarvezető
- Presenting Chris Potter (1993)
- Concentric Circles (1994)
- Pure (1995)
- Sundiata (1995)
- Moving In (1996)
- Concord Duo Series Volume Ten (1996) with Kenny Werner
- Unspoken (1997)
- Vertigo (1998)
- This Will Be (2001)
- Gratitude (2001)
- Traveling Mercies (2002)
- Lift: Live at the Village Vanguard (2004)
- Underground (2006)
- Song for Anyone (2007)
- Follow the Red Line (2007)
- Ultrahang (2009)
- Transatlantic (2011) with DR Big Band[3]
- The Sirens (2013)
- Imaginary Cities (2015)
- The Dreamer Is the Dream (2017)
- Circuits (2019)
- There Is a Tide (2020)
- Sunrise Reprise (2021)
- Rituals (2022) with hr-Bigband
- Got the Keys to the Kingdom: Live at the Village Vanguard (2023)
- Eagle's Point (2024)

## Fordítás
- Ez a szócikk részben vagy egészben  a   Chris Potter című német Wikipédia-szócikk ezen változatának fordításán alapul.  Az eredeti cikk szerkesztőit annak laptörténete sorolja fel. Ez a jelzés csupán a megfogalmazás eredetét és a szerzői jogokat jelzi, nem szolgál a cikkben szereplő információk forrásmegjelöléseként.